# Physaria didymocarpa
Physaria didymocarpa är en korsblommig växtart som först beskrevs av William Jackson Hooker, och fick sitt nu gällande namn av Asa Gray. Physaria didymocarpa ingår i släktet Physaria och familjen korsblommiga växter.

## Underarter
Arten delas in i följande underarter:
- P. d. didymocarpa
- P. d. lanata
- P. d. lyrata

## Bildgalleri

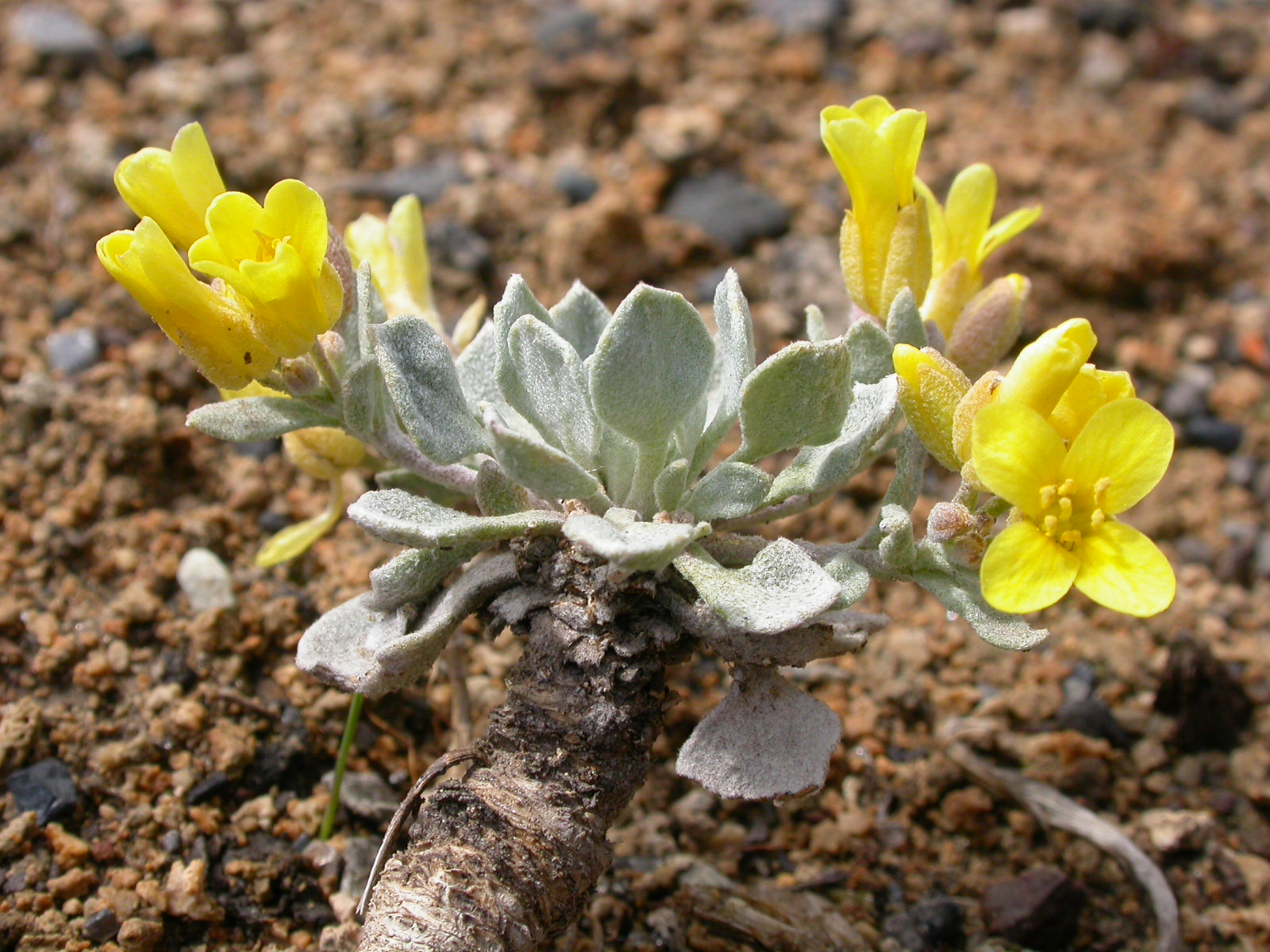
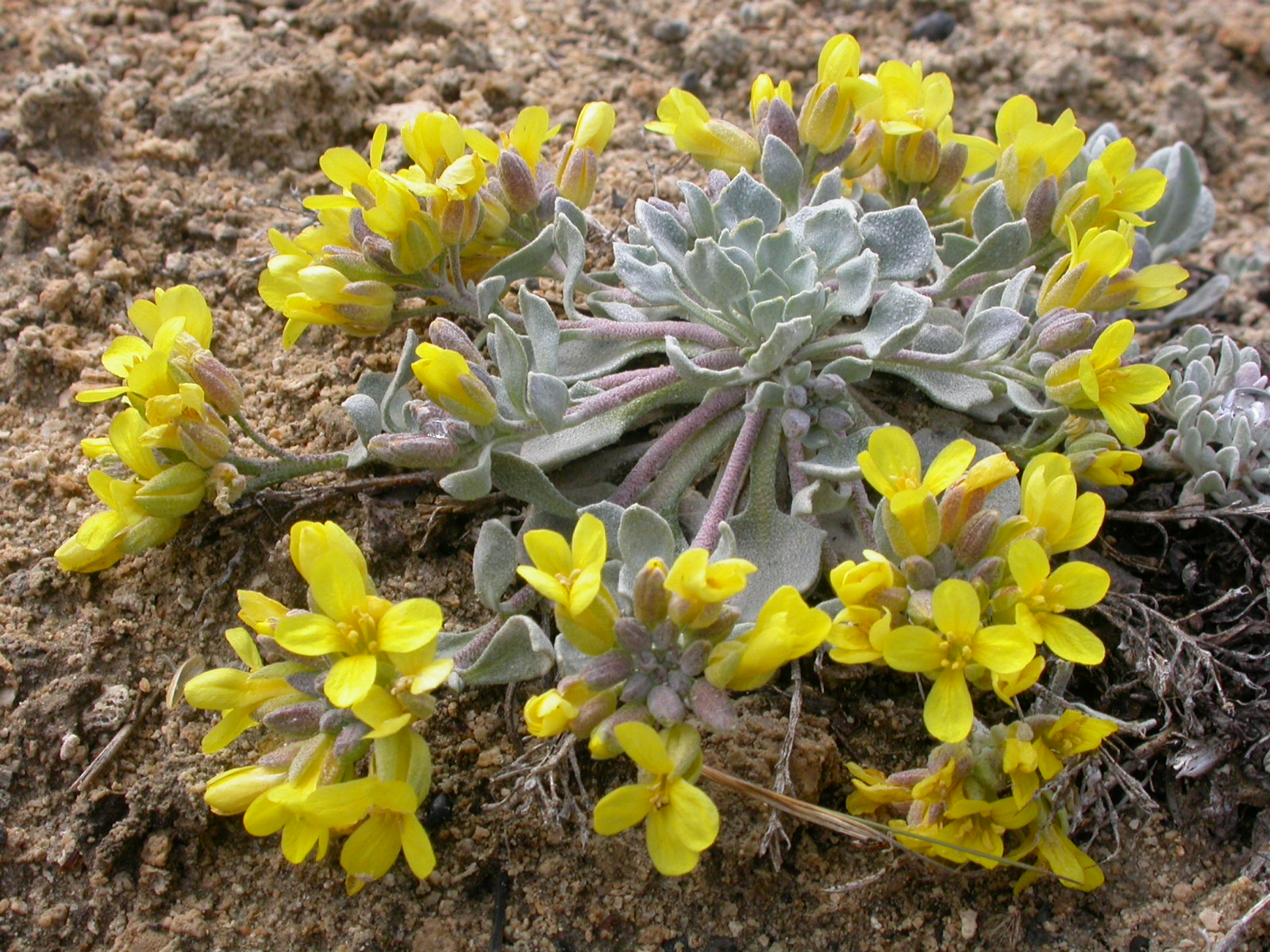
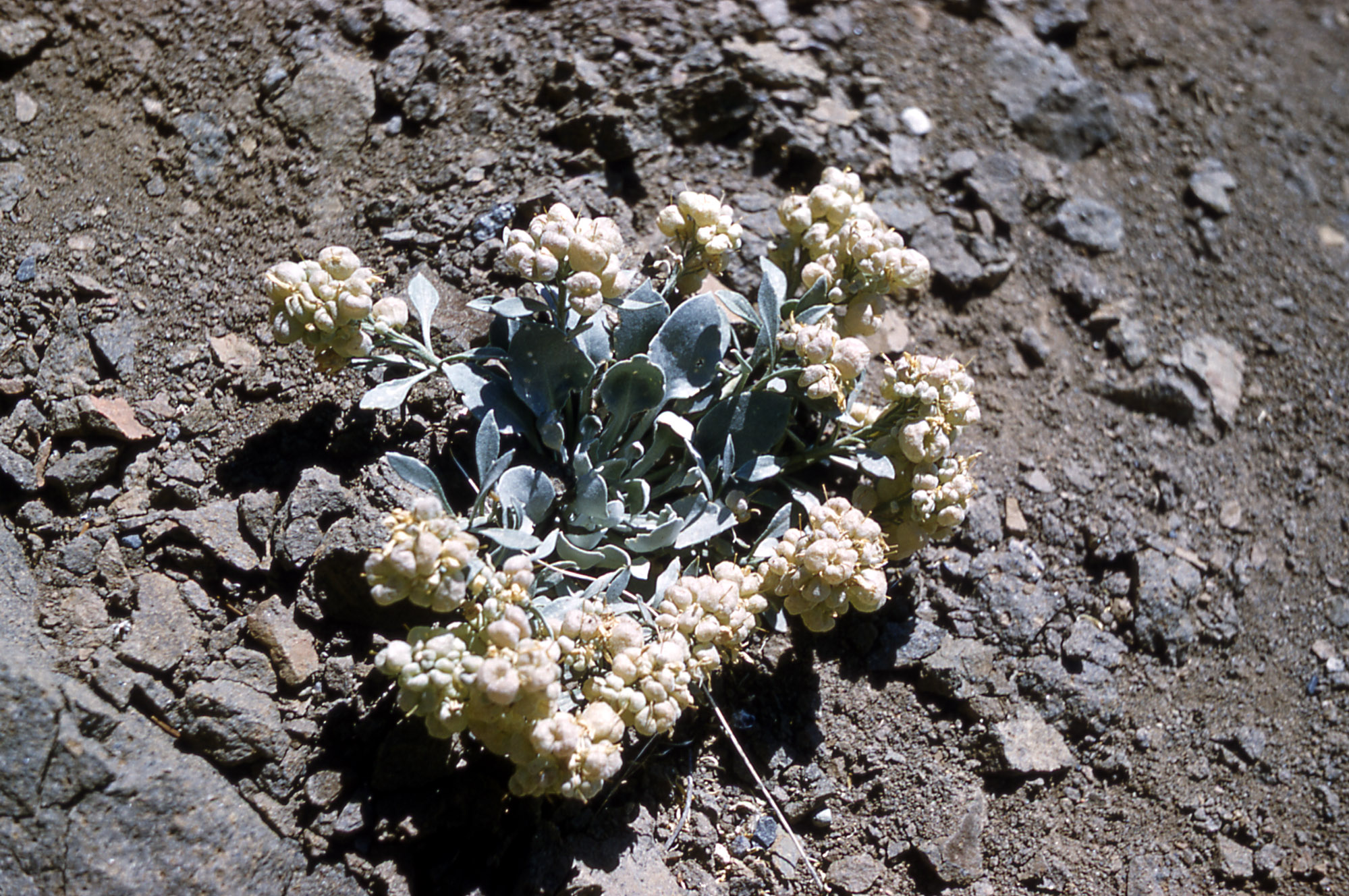